# لیچم
لیچم (به انگلیسی: Litcham) یک روستا و محله مدنی در بریتانیا است که در Breckland District واقع شده‌است. لیچم ۷٫۸۹ کیلومتر مربع مساحت و ۶۱۸ نفر جمعیت دارد.